# 奉天市 (中华民国)

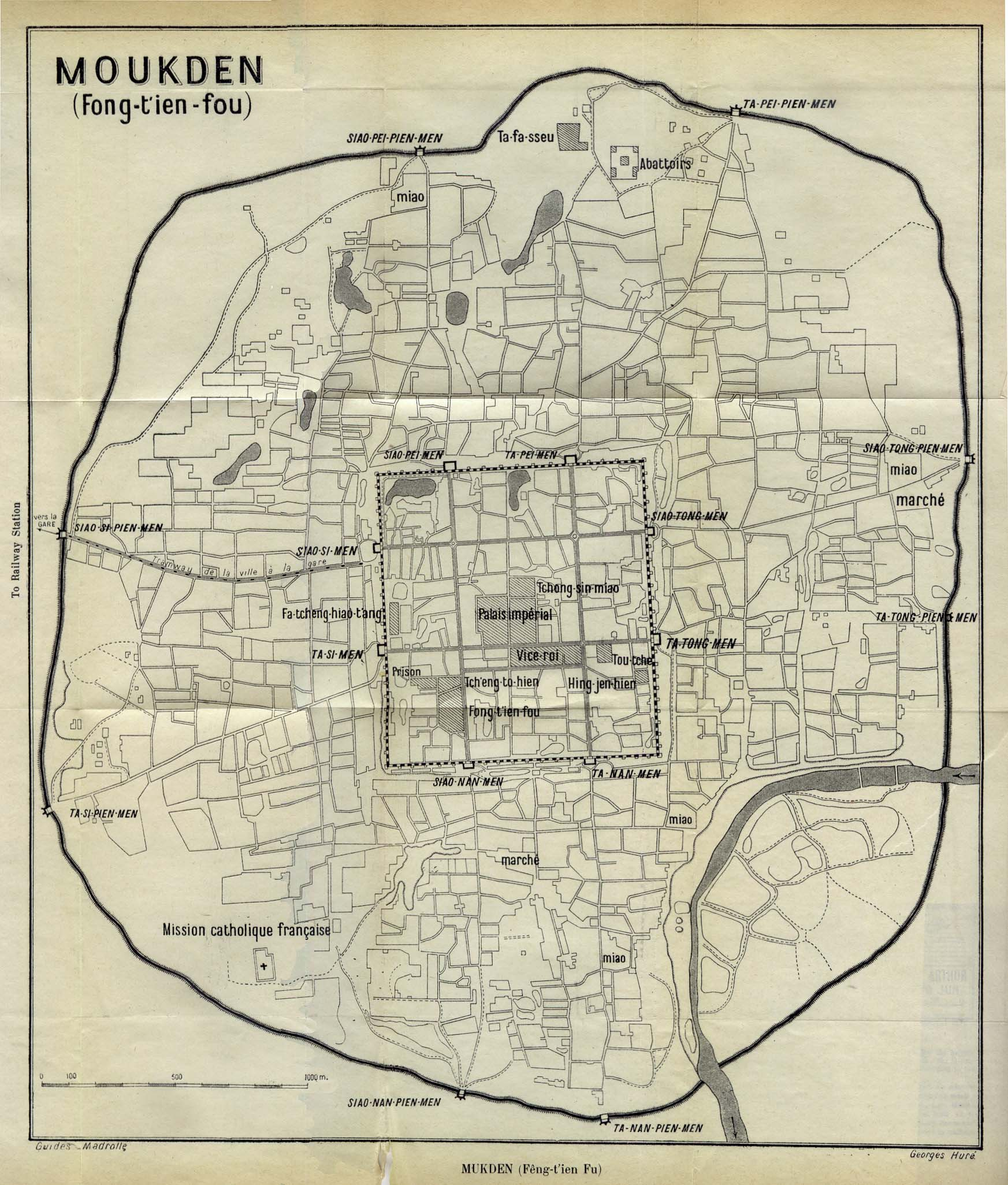
1912年盛京城地图。以内城为奉天市第一区辖区，第二、三、四、五区逆时针方环绕。

奉天市是中华民国奉天省下辖的市，在今中国辽宁省沈阳市境内，以盛京城为辖区主体:37。
盛京城为奉天省沈阳县辖区，亦是奉天省省城。1916年7月，张作霖任奉天督军兼署省长，奉天省长公署提出创办省城市政的方案。1923年，省公署设立内务科负责筹备。5月3日，设立奉天市政公所筹备处。8月，正式成立奉天市政公所，以沈阳县城区及商埠地一带为市区:22。奉天市由此成立。
1928年12月，东北易帜。次年1月23日，南京中央政治会议议定奉天市改称沈阳市，并向各省明令公布。2月5日，國民政府颁布第91号训令，将奉天省更名为辽宁省，自3月1日起实行。3月1日，东北政务委员会遵照中央政治会议决议，改奉天市为沈阳市。4月12日，东北政务委员会将奉天市政公所更名为沈阳市政公所:28。
1931年九一八事變後，日本关东军复名为奉天市，辖区扩大。1945年8月日本投降，國民政府收复奉天后，恢复辽宁省、沈阳市名称，并重新划分市区。

## 市辖区
- 奉天市建市初期，以奉天省城警察厅的辖区划分市辖区，将盛京城初分为五区，后增加第六区。区长由警察署署长兼任[1]:36—37。
- 第一区，辖盛京城内城[1]:37。
- 第二区，辖大、小东门到大、小东边门间地区[1]:37。
- 第三区，辖大、小南门到大、小南边门间地区[1]:37。
- 第四区，辖大、小北门到大、小北边门间地区[1]:37。
- 第五区，辖大、小东门到大、小东边门地区[1]:37。
- 第六区亦称西北工业区，辖今皇姑区天山路二、三段及老道口惠工广场周围地区，与第四、五区交接[1]:36—37。

## 老城与满铁附属地、商埠地

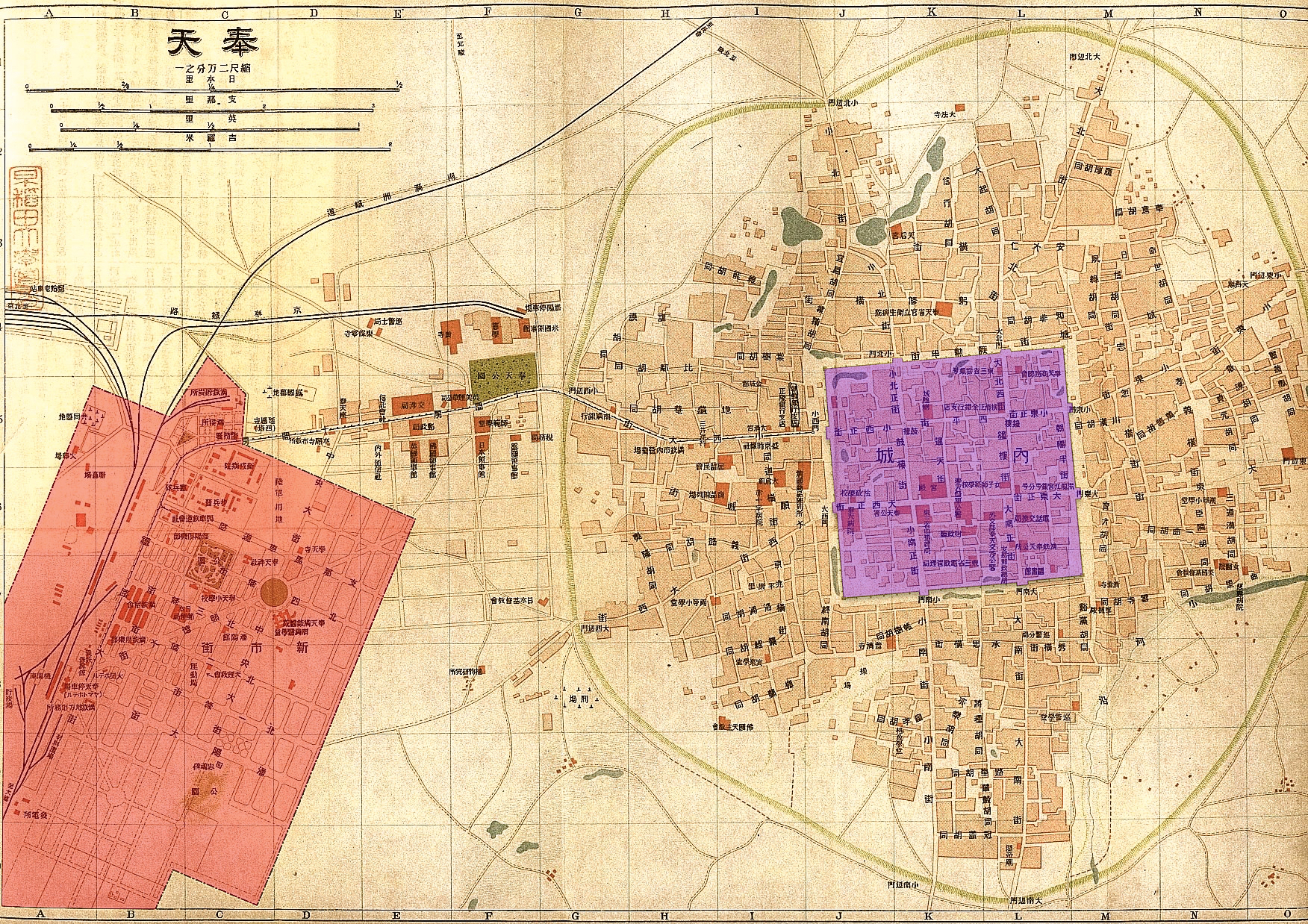
1919年奉天地图，红色为奉天满铁附属地，紫色为盛京城。两者之间为奉天商埠地。

这一时期作为都市的奉天市大体分为三个区域：中华民国奉天市辖区、满铁附属地、商埠地。
老城主要是奉天内外城墙内的范围，清代遗存的建筑和奉天省的行政机构位于此区域，日俄战争之后一定程度上延伸到了城墙之外的区域；奉天商埠地是奉天外城大小西边门到满铁附属地之间的区域，在当地政府保有行政权的前提下，开放于1907年，是外国人与当地人都可以居住的区域，因此各国使馆和以及日本人的居留民会（与满铁系统相互独立）都位于此区域；满铁附属地位于南满洲铁路和商埠地之间，最初作为东清铁路的附属地由俄国控制，日俄战争之后附属地一切权力归于日本，由关东厅管理，具体而言关东厅直接管理警察权和通信行政权，其他行政权由南满洲铁道株式会社管理。:38,39